# Marchand de sable (folklore)
Pour les articles homonymes, voir Marchand de sable.

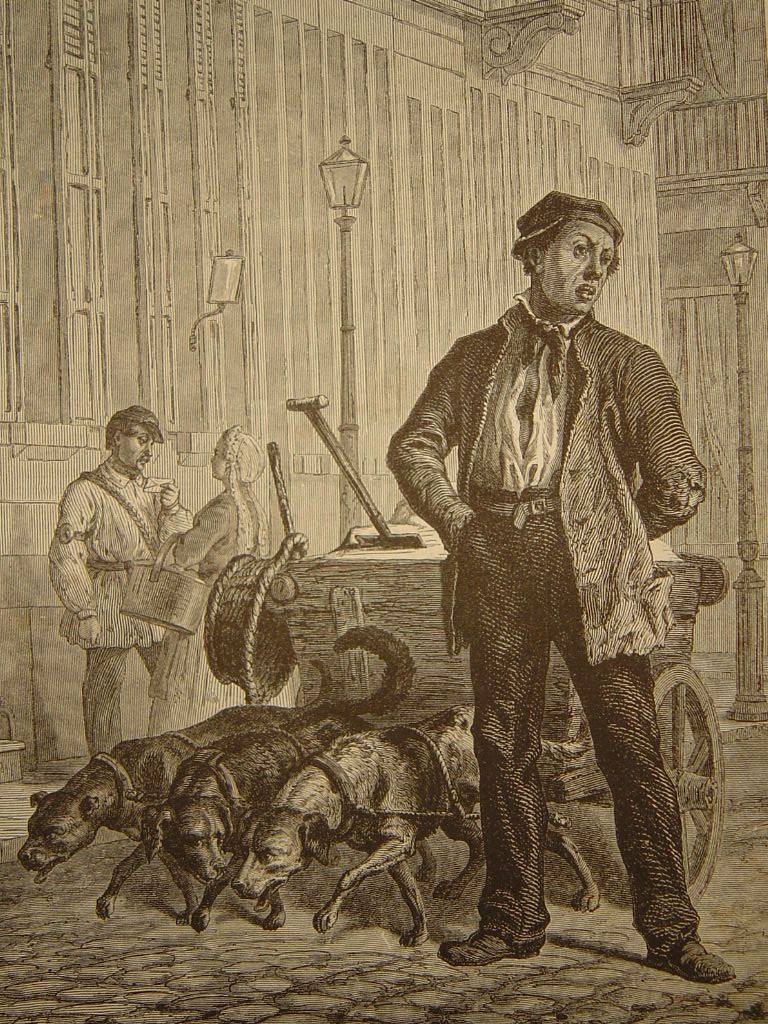
Le marchand de sable par Victor De Doncker.

Le marchand de sable est un personnage du folklore, chargé d'endormir les enfants en laissant tomber du sable sur leurs yeux.
Aux XIXe siècle et XXe siècle, existait une activité artisanale, devenue ensuite industrielle, qui consistait à extraire du lit des cours d’eau le sable et les graviers pour les livrer par les chemins terrestres ou fluviaux aux besoins de la maçonnerie. Les évolutions du métier et de ses multiples aspects font que les ouvriers deviennent excavateurs, bateliers (comme sur le Canal du Midi), charretiers voire camionneurs. On nomme alors ces métiers pêcheur, dragueur et marchand de sable.

## Historique
Dans de multiples langues, les ouvrages de référence ne paraissent pas fixés quant au caractère unique ou multiple du marchand de sable. Le personnage était combiné avec une expression : avoir du sable sous les yeux utilisée au XVIIIe siècle.
La combinaison apparaît dans une nouvelle de Ernst Theodor Amadeus Hoffmann, L'Homme au sable, parue en 1817 dans le recueil des Contes nocturnes (Nachtstücke). Dans certaines versions et plus particulièrement les versions germaniques, le personnage n'est pas forcément bienveillant (en effet les yeux se ferment par réflexe à cause du picotement provoqué par le sable), comme dans le Sandmännchen de la télévision est-allemande.
Il faut noter la ressemblance troublante entre le marchand de sable et l'elfe du conte Une semaine du petit elfe Ferme-l'œil (Ole Lukøje en danois) de Hans Christian Andersen (1805-1875). Le marchand de sable est évoqué dans Marchand De Sable Qui Passe, Op. 13, œuvre composée par Albert Roussel en 1908 pour quatuor à cordes, harpe, hautbois, cor d'harmonie, flûte et clarinette. Il est aussi représenté dans l'émission télévisée Bonne nuit les petits.

## Autres cultures
- Le Marchand de sable francophone est hérité du Sandmann des cultures germaniques, qui est chargé d'endormir les enfants en faisant picoter leurs yeux au moyen du sable. Il est aussi à l'origine du Sandman de la culture anglophone.
- Dans la mythologie grecque, Morphée et les autres divinités des rêves (les Oneiroi) ont pour vocation d'endormir les mortels.
- Au Québec, pour envoyer les enfants au lit, on évoque plutôt le Bonhomme sept-heures. Ce dernier a également un sac et dans certaines versions, jette du sable dans les yeux, mais le sable sert à aveugler pour mieux attraper et le sac est l’endroit où il emprisonne les enfants qui ne se couchent pas.
- En Galice, Pedro Chosco est un vieux bonhomme avec une barbe blanche et une voix tellement grave et tellement douce qu'il endort les bébés et séduit les jeunes filles.
- Au Portugal, João Pestana est un personnage timide qui arrive lentement lorsque tout est silencieux, sans faire de bruit.

## Expressions dérivées
- Le marchand de sable passe : le sommeil se fait sentir.
- Le marchand de sable est passé : quelqu'un s'est endormi.
- Le marchand de sable va passer : il est temps d'aller dormir.
- Avoir du sable dans les yeux : avoir envie de dormir.

## Musique

### Chansons et mélodies
- Mr. Sandman de Method Man featuring RZA, Inspectah Deck & Street Thug
- Enter Sandman de Metallica : « Till the sandman he comes », « Exit light, Enter night ».
- Mr. Sandman des Chordettes : « Mr. Sandman bring me a dream »
- Sandmann du groupe Oomph
- In Dreams de Roy Orbison
- Blood red Sandman de Lordi
- Mein Herz brennt de Rammstein
- The Sandman's Orchestra est un groupe de folk sombre français.
- Monsieur Sable des rappeurs français Nekfeu et Alpha Wann.
- Marchand de sable des rappeur Djaja et dinaz
- Le Marchand de Sable du rappeur Black Kent.
- Le Marchand de Sable de Hippocampe Fou
- Le Marchand de sable, poème de Jacques Fourcade, Musique de Robert Planel (1935), mélodie pour ténor ou soprano, flûte, harpe et quintette à cordes ou accompagnement de piano, Éditions Costallat (1939) (Éditions Jobert (ISMN 9790230812665), réf. JJ 12 665, 4 p.)
- Le marchand de sable est mentionné dans Petit papa Noël du chanteur Tino Rossi.

## Filmographie

### Cinéma
- Le marchand de sable apparaît en tant que gardien dans Les Cinq Légendes.
- Dans un film portant le même nom et réalisé par Steve Achiepo en 2023[2].

### Télévision
Le Marchand de sable est un personnage de la télévision allemande.

#### Série
- Le Marchand de sable apparaît en tant qu'antagoniste dans Les supers nanas saison 2 épisode 4.
- Le Marchand de sable apparaît en tant qu'antagoniste dans un épisode de Martin Mystère, piégeant ses victimes dans un sommeil profond afin de leur faire vivre un cauchemar sans fin.
- Le Marchand de sable est un personnage récurent de Magic.

## Littérature

### Comics
Dans les comics, le mythe du marchand de sable a inspiré la création de deux personnages nommés Sandman. Le premier Sandman a été créé en 1939 par Gardner Fox ; il appartient à l'Univers de DC Comics. Le second Sandman est le personnage principal de la série Sandman de l'auteur anglais Neil Gaiman qui narre les aventures du Seigneur des Rêves et de sa fratrie d'Infinis.

### Roman
- Le Marchand de Sable est un personnage important de la série de livres d'Oniria, de B. F. Pary. Il porte le prénom Amastan est, en tant que Marchand de Sable (qui est un titre), il dirige Oza-Gora, qui est le Pays du Sable. Il dirige d'une poigne de fer les Sablonniers, qui ont pour rôle d'endormir les gens à travers le monde. Il est également l'ex-amant de Mamilou (la grand-mère), le père de Patrick et le grand-père d'Elliott (le personnage principal).
- Le Marchand de Sable est également l'un des personnages principaux des écrits de Gaïa Alexia, Le Marchand de Sable, qui racontent une histoire d'amour entre la déesse de la nuit Nott, et le dieu de la lune Mane (Màni en islandais). Il met également en scène d'autres dieux tels que Sol, la déesse du soleil et sœur du dieu de la nuit, ou encore Kvasir. Ils ont pour but dans cette œuvre de réunir deux amours perdus et échapper à l'omniscience d'Odin.

### Numériques
- Il apparaît également en livre numérique sous le titre La mystérieuse histoire du marchand de sable[3].